# آندری کورشکوف
آندری کورشکوف (انگلیسی: Andrey Koreshkov؛ زادهٔ ۲۳ اوت ۱۹۹۰) ورزشکار هنرهای رزمی ترکیبی اهل روسیه است. وی از سال ۲۰۱۰ میلادی تاکنون مشغول فعالیت بوده‌است.